# Ball Aerospace & Technologies
Ball Aerospace & Technologies Corp (скор. Ball Aerospace) — компанія-виробник космічних апаратів, систем і агрегатів для оборонного та комерційного застосування.
Компанія «Болл Аероспейс» є дочірньою компанією корпорації «Болл» (Ball Corporation (NYSE: BLL). Великі офіси компанії розташовані в містах Боулдер, Брумфілд (Broomfield), Вестмінстер (Westminster) в штаті Колорадо, більш дрібні — у штатах Нью-Мексико, Огайо, Джорджія, Віргінія і Меріленд.
Компанія «Болл Аероспейс» почала з виробництва систем наведення для військових ракет в 1956 році, і надалі виграла конкурс на будівництво одного з перших космічних апаратів НАСА (NASA) «Орбітальна сонячна обсерваторія». Протягом багатьох років компанія здійснювала безліч проектів в аерокосмічній області для НАСА та інших компаній.
Крім цього, компанія створила багато інших продуктів і послуг в аерокосмічній галузі: мастила, оптичні системи, системи спостереження за зірками, антени.

## Проекти компанії

### Поточні
- Місія Orbital Express[3] для автономного обслуговування супутників.
- Телескоп Кеплер[4] для пошуку жилих планет.
- Телескоп Джеймс Вебб для вивчення формування зірок ранньої Всесвіту.
- Телескоп WISE спрямований на отримання огляду всього неба в інфрачервоному діапазоні.
- Супутник дослідження Землі WorldView-2[5].
- Програма Opticks[6] для забезпечення функцій ДЗЗ.

### Завершені
- Космічні апарати для DigitalGlobe: QuickBird (спільно з Orbital Sciences Corporation), WorldView I і II WorldView
- Обладнання для телескопа Спітцер: Cryogenic Telescope Assembly, Infrared Spectrograph і Multiband Imaging Photometer
- Обладнання для телескопа Хаббл: Advanced Camera for Surveys, Cosmic Origins Spectrograph і Wide Field Camera 3
- AEROS[7]
- CALIPSO, космічний апарат NASA і CNES
- CloudSat, супутник дослідження Землі NASA
- Апарат Deep Impact та інструменти для нього.
- Стар-трекери для програми Шаттл
- Камера HiRISE для Mars Reconnaissance Orbiter
- Конформні антени для Joint Strike Fighter
- Обладнання для Mars Exploration Rover: High-Gain Antenna Gimbal і Panoramic-Mast camera Assembly
- Orbiting Solar Observatory
- Телескоп і вакуумний контейнер для Infrared Astronomical Satellite
- Mast Mounted Sight для вертольота Bell OH-58 Kiowa
- Сонячний ультрафіолетовий радіометр SBUV/2